# Larbido
Der Larbido ist ein Säbel aus Java.

## Beschreibung
Der Larbido hat eine gebogene, einschneidige Klinge. Die Klinge wird vom Heft zum Ort breiter. Der Klingenrücken und die Schneide verlaufen s-förmig. Die Klinge wird in der Regel aus Pamor-Stahl (ähnlich Damaszenerstahl) hergestellt. Das Heft besteht aus Holz oder Horn und hat eine metallene, kurze Parierstange. Der Knaufbereich ist zur Schneidenseite hin abgebogen und der Knauf selbst ist abgerundet. Der Larbido hat sehr große Ähnlichkeit mit dem Larbango, jedoch ist die Klinge des Larbido schmaler und leichter gearbeitet. Der Larbido wird von Ethnien aus Java benutzt.